# Asurancetúrix
Asurancetúrix es un personaje secundario en los cómics de Astérix el Galo.

## Descripción
Asurancetúrix es el bardo de la aldea. En la presentación de personajes que aparece en cada historieta, se le describe como un artista polémico, pues según dice en su introducción al comienzo de los álbumes, «las opiniones sobre su talento están divididas: él opina que es genial, los demás piensan que es un pelmazo. De todos modos, cuando no dice nada es un alegre compañero». Su canto es horrible, hasta el punto de que incluso para los romanos de los campamentos aledaños es un elemento tan temido como las palizas de Obélix.
Como bardo de la aldea, su labor es cantar en las celebraciones, crear poemas o canciones sobre las hazañas de los habitantes y ser el profesor que enseña a los niños. Sin embargo, no le está permitido cantar y, en los banquetes, amordazarlo y atarlo cerca o lejos se ha convertido en una tradición. En algunas ocasiones, se le permite participar si se considera que lo merece o ha sido de ayuda en la aventura.
Toca la lira, pero también se le ha visto portar diferentes instrumentos. Se le considera, por lo general, el más débil y civilizado de la aldea, siempre soñando con encontrar un público que sea suficientemente sofisticado y culto para apreciar su música y en ocasiones deseando mudarse a vivir a Lutecia, donde asegura que sería apreciado y ganaría fama rápidamente. Pero lo anterior no significa que no se comporte como un galo orgulloso; siempre está dispuesto a pelear junto con sus compañeros y, al igual que ellos, no conoce el miedo y considera que masacrar legiones romanas es una sana diversión de la aldea.
En los últimos libros de la serie, escritos e ilustrados por Albert Uderzo tras la muerte de su colaborador el guionista René Goscinny, el espantoso canto del bardo es capaz de provocar tormentas. Es esta peculiar «habilidad» la que lo convierte en personaje principal de Astérix en la India. 
A diferencia del resto de habitantes, su casa no se encuentra a ras de suelo, sino en la copa de un roble que crece dentro de la aldea; en el episodio La rosa y la espada es destituido como profesor de los niños galos y, considerablemente molesto, abandona el pueblo para vivir en una segunda casa que posee en el bosque.
En casi todas las historietas, al final, durante la fiesta que da el pueblo porque todo acaba bien, aparece atado y amordazado a un árbol, para evitar que cante; Esautomátix, el herrero del pueblo, siempre lo acecha, esperando que intente cantar, para golpearlo.

## Nombre
Su nombre en la edición original francesa es Assurancetourix, que suena igual que «assurance tout risque» o «assurance tous risques» («seguro a todo riesgo»). En algunos libros de la edición española es llamado Asegurancetúrix, tal vez en un intento de transmitir el significado del nombre en el idioma original. Así mismo, en las ediciones españolas de Obélix y Compañía y de Las doce pruebas de Astérix, su nombre se tradujo como Seguroatodorriesguix.

## Historietas
El personaje aparece en prácticamente todas las historietas de Astérix, aunque no en todas con un rol protagonista importante.
- Su primera aparición es en el primer álbum, Astérix el Galo, donde es apenas un personaje menor.
- En Astérix gladiador es secuestrado por los romanos para ser ofrecido como regalo a Julio César, quien lo manda al circo como sacrificio a los leones.
- En Astérix y los normandos, Asurancetúrix logra con su canto hacer que los normandos sepan lo que es el miedo.
- En La residencia de los dioses, el bardo recibe una habitación en una urbanización construida por los romanos y, después de ponerse a cantar, todos los inquilinos abandonan el edificio y se vuelven a Roma. En esta misma historia un legionario se confunde y en vez de preguntar por Asurancetúrix pregunta por Segurocontradañosatercérix.
- En Astérix en la India, Asurancetúrix viaja con Astérix, Obélix, Ideafix y Ahivá hacia la India para que haga llover sobre este territorio y así favorecer la cosecha y salvar a la hija del Rajá de ser sacrificada ante los dioses.
- Es el protagonista de la historia El menhir de oro, donde trata de conseguir el premio al mejor bardo de la Galia.[2]